# CONCACAF Caribbean Cup 2025
Der CONCACAF Caribbean Cup 2025 ist die dritte Austragung des Wettbewerbs für karibische Vereinsmannschaften. Das Turnier begann am 19. August mit dem ersten Spieltag der Gruppenphase und soll mit den Finalspielen Ende November und Anfang Dezember 2025 enden. Titelverteidiger ist der jamaikanische Verein Cavalier FC.
Die drei besten Vereine werden sich für den CONCACAF Champions Cup 2026 qualifizieren.

## Modus
Der Modus hat sich gegenüber der Austragung 2024 nicht verändert. Es nehmen weiterhin zehn Vereine aus fünf bis sieben karibischen Ländern teil. Der Wettbewerb besteht aus einer Gruppenphase und einer anschließenden Finalrunde. In der Gruppenphase werden die Mannschaften auf zwei Gruppen mit jeweils fünf Teams verteilt. Innerhalb der Gruppen wird eine Einfachrunde ausgespielt, bei der jeder Verein zwei Heim- und zwei Auswärtsspiele hat. Die beiden besten Mannschaften jeder Gruppe erreichen die Finalrunde.
In der Finalrunde werden vom Halbfinale bis einschließlich des Finals jede Runde mit Hin- und Rückspiel gespielt. Staht es nach beiden Spielen Unentschieden wird die Auswärtstorregel angewendet. Im Halbfinale folgt danach gleich das Elfmeterschießen, während im Spiel um Platz 3 und im Finale erst noch eine Verlängerung ausgespielt wird.

## Teilnehmerfeld
Für den Wettbewerb qualifizierten sich die folgenden zehn Mannschaften. Suriname erhielt auf Kosten Haitis einen festen Platz zugesprochen.
| - Jamaika (Premier League 2024/25) - Cavalier FC - Mount Pleasant FA - Dominikanische Republik (Liga Dominicana 2024) - Cibao FC - O&M FC - Trinidad und Tobago (Premier League 2024/25) - Defence Force FC - Central FC |  | - Haiti (Ligue Haïtienne 2024) - Juventus des Cayes - Suriname (Major League 2024) - SV Robinhood - Karibik (CFU Club Shield 2025) - Moca FC - Weymouth Wales |

## Gruppenphase
Die Auslosung fand am 3. Juni 2025 in Miami statt. Die zehn Mannschaften wurden nach ihrer Platzierung im CONCACAF Club Ranking von Juni 2025 auf fünf Lostöpfe verteilt und anschließend in zwei Gruppen mit je fünf Teams gelost.
Die Gruppenersten und -zweiten qualifizieren sich für das Halbfinale, die Dritt-, Viert- und Fünftplatzierten scheiden aus dem Wettbewerb aus. Bei Punktgleichheit zweier oder mehrerer Mannschaften wird die Platzierung durch folgende Kriterien ermittelt:
1. Tordifferenz aus allen Gruppenspielen
2. Anzahl Tore in allen Gruppenspielen
3. Anzahl Punkte im direkten Vergleich
4. Tordifferenz im direkten Vergleich
5. Anzahl Tore im direkten Vergleich
6. Niedrigere Anzahl Punkte durch Gelbe und Rote Karten (Gelbe Karte 1 Punkt, Gelb-Rote Karte 3 Punkte, Rote Karte 4 Punkte, Gelbe Karte auf die eine direkte Rote Karte folgt 5 Punkte)
7. Losziehung

### Gruppe A
| Pl. | Verein            | Sp. | S | U | N | Tore    | Diff. | Punkte |
| --- | ----------------- | --- | - | - | - | ------- | ----- | ------ |
| 1.  | Mount Pleasant FA | 1   | 1 | 0 | 0 | 001:000 | +1    | 03     |
| 2.  | O&M FC            | 0   | 0 | 0 | 0 | 000:000 | ±0    | 0      |
| 2.  | Central FC        | 0   | 0 | 0 | 0 | 000:000 | ±0    | 0      |
| 2.  | Moca FC           | 0   | 0 | 0 | 0 | 000:000 | ±0    | 0      |
| 5.  | SV Robinhood      | 1   | 0 | 0 | 1 | 000:100 | −1    | 0      |

| 19. August 2025    |     |                                                                 |
| Mount Pleasant FA  | 1:0 | SV Robinhood \| Independence Park (in Kingston)                 |
| 20. August 2025    |     |                                                                 |
| O&M FC             |     | Central FC \| Estadio Olímpico Félix Sánchez                    |
| 26. August 2025    |     |                                                                 |
| SV Robinhood       |     | Central FC \| Franklin-Essed-Stadion                            |
| 27. August 2025    |     |                                                                 |
| Moca FC            |     | Mount Pleasant FA \|                                            |
| 16. September 2025 |     |                                                                 |
| Central FC         |     | Moca FC \| Hasely Crawford Stadium (in Port of Spain)           |
| 18. September 2025 |     |                                                                 |
| SV Robinhood       |     | O&M FC \| Franklin-Essed-Stadion                                |
| 23. September 2025 |     |                                                                 |
| Central FC         |     | Mount Pleasant FA \| Hasely Crawford Stadium (in Port of Spain) |
| 24. September 2025 |     |                                                                 |
| O&M FC             |     | Moca FC \|                                                      |
| 30. September 2025 |     |                                                                 |
| Moca FC            |     | SV Robinhood \|                                                 |
| Mount Pleasant FA  |     | O&M FC \| Independence Park (in Kingston)                       |

### Gruppe B
| Pl. | Verein             | Sp. | S | U | N | Tore    | Diff. | Punkte |
| --- | ------------------ | --- | - | - | - | ------- | ----- | ------ |
| 1.  | Cibao FC           | 1   | 1 | 0 | 0 | 002:000 | +2    | 03     |
| 2.  | Defence Force FC   | 0   | 0 | 0 | 0 | 000:000 | ±0    | 0      |
| 2.  | Juventus des Cayes | 0   | 0 | 0 | 0 | 000:000 | ±0    | 0      |
| 2.  | Weymouth Wales     | 0   | 0 | 0 | 0 | 000:000 | ±0    | 0      |
| 5.  | Cavalier FC        | 1   | 0 | 0 | 1 | 000:200 | −2    | 0      |

| 19. August 2025    |     |                                                                    |
| Cibao FC           | 2:0 | Cavalier FC \| Estadio Cibao FC                                    |
| 21. August 2025    |     |                                                                    |
| Defence Force FC   |     | Juventus des Cayes \| Hasely Crawford Stadium (in Port of Spain)   |
| 26. August 2025    |     |                                                                    |
| Weymouth Wales     |     | Cibao FC \|                                                        |
| 28. August 2025    |     |                                                                    |
| Cavalier FC        |     | Juventus des Cayes \| Sabina Park                                  |
| 17. September 2025 |     |                                                                    |
| Cavalier FC        |     | Defence Force FC \| Sabina Park                                    |
| 18. September 2025 |     |                                                                    |
| Juventus des Cayes |     | Weymouth Wales \| Estadio Cibao FC (in Santiago de los Caballeros) |
| 23. September 2025 |     |                                                                    |
| Juventus des Cayes |     | Cibao FC \| Estadio Cibao FC (in Santiago de los Caballeros)       |
| 25. September 2025 |     |                                                                    |
| Defence Force FC   |     | Weymouth Wales \| Hasely Crawford Stadium (in Port of Spain)       |
| 1. Oktober 2025    |     |                                                                    |
| Weymouth Wales     |     | Cavalier FC \|                                                     |
| Cibao FC           |     | Defence Force FC \| Estadio Cibao FC                               |

## Finalrunde

### Halbfinale
Die Hinspiele sollen vom 21. bis zum 23. Oktober, die Rückspiele vom 28. bis zum 30. Oktober 2025 ausgetragen werden.

### Spiel um Platz 3
Das Hinspiel soll vom 25. bis zum 27. November und das Rückspiel vom 2. bis zum 4. Dezember 2025 ausgetragen werden.

### Finale
Das Hinspiel soll vom 25. bis zum 27. November und das Rückspiel vom 2. bis zum 4. Dezember 2025 ausgetragen werden.